# Jan Scherff (prokurator)
Jan Scherff (niem. Johann Scherff) – c. k. urzędnik sądowy, prokurator.

## Życiorys
Uczył się w C. K. Wyższym Gimnazjum w Kołomyi, gdzie w 1878 ukończył VIII klasę i zdał egzamin dojrzałości. W okresie zaboru austriackiego w ramach autonomii galicyjskiej wstąpił do służby sądowniczej. Od ok. 1883 jako praktykant C. K. Wyższego Sądu Krajowego we Lwowie był przydzielony do Sambora. Następnie w randze auskultanta pracował od ok. 1884 w C. K. Sądzie Obwodowym w Samborze, od ok. 1885 w C. K. Sądzie Obwodowym w Kołomyi, następnie od ok. 1889 w C. K. Sądzie Powiatowym w Horodence, od ok. 1890 w C. K. Sądzie Powiatowym w Dolinie. Później jako adjunkt pracował: od ok. 1891 w C. K. Sądzie Powiatowym w Obertynie, od ok. 1892 w C. K. Sądzie Powiatowym w Bolechowie
. Od ok. 1897 do ok. 1901 był zastępcą prokuratora w C. K. Prokuratorii Państwa w Stanisławowie. Od ok. 1900 do ok. 1902 był radcą przy C. K. Sądzie Obwodowym w Stanisławowie.
Od ok. 1902 był prokuratorem w C. K. Prokuratorii Państwa w Stryju. Stamtąd w październiku 1906 został przeniesiony na stanowisko pierwszego prokuratora państwa (nadprokuratora) przy C. K. Sądzie Obwodowym w Sanoku, zajmując urząd opróżniony przez Wacława Szomka i pełnił stanowisko w kolejnych latach. Na początku stycznia 1910 został mianowany pierwszym prokuratorem w Sanoku (jego zastępcą był Władysław Dukiet). Z tego stanowiska, po śmierci Wacława Szomka, w listopadzie 1910 został mianowany pierwszym prokuratorem w Samborze. Stanowisko c. k. pierwszego prokuratora w Samborze sprawował do 1918.
Był członkiem sanockiego gniazda Polskiego Towarzystwa Gimnastycznego „Sokół” (1906).
Po odzyskaniu przez Polskę niepodległości wstąpił do służby w prokuraturze II Rzeczypospolitej. Jako prokurator przy Sądzie Okręgowym w Samborze latem 1919 otrzymał V rangę służbową. W latach 20. pozostawał prokuratorem przy Sądzie Okręgowym w Samborze, po czym z tego stanowiska został przeniesiony w stan spoczynku z dniem 20 lipca 1929 na skutek podania.
Był żonaty z Sabiną z Warywodów. Miał syna Jana (1891–1974), który także został urzędnikiem.

## Ordery i odznaczenia
- Krzyż Komandorski Orderu Odrodzenia Polski (3 maja 1928)[52][53]

- Kawaler Orderu Franciszka Józefa (Austro-Węgry, 1905)[54][42]
- Kawaler Orderu Leopolda (Austro-Węgry, 1912)[55]
- Krzyż Wojenny za Zasługi Cywilne II klasy (Austro-Węgry)[42]
- Brązowy Medal Jubileuszowy Pamiątkowy dla Sił Zbrojnych i Żandarmerii (Austro-Węgry, 1912)[39][42]
- Krzyż Jubileuszowy dla Cywilnych Funkcjonariuszów Państwowych (Austro-Węgry, 1912)[39][42]